# Santiago Atitlán
Santiago Atitlán («Santiago»: en honor a su santo patrono, el apóstol Santiago; «Atitlán»: del náhuatl, significa «entre aguas») es un municipio del departamento de Sololá en la República de Guatemala. La cabecera municipal, con el mismo nombre, se encuentra en la orilla suroeste del lago de Atitlán a una altitud de 1593 m s. n. m. Tenía una población estimada en más de 44, 854 habitantes para 2021, que en su mayoría pertenece a la etnia Tz'utujil. Su economía está caracterizada por la agricultura y la producción y venta de artesanías, así como la comercialización de productos básicos. También existe un importante sector hotelero. Es el único municipio que conserva el topónimo del lago de Atitlán.
Durante la época colonial fue parte de la encomienda de «Atitlán de la Real Corona», la que estaba a cargo de los descendientes del conquistador Sancho de Barahona;  por otra parte, la evangelización de los indígenas estaba a cargo de la Provincia del Santísimo Nombre de Jesús de los franciscanos.
Después de la Independencia de Centroamérica en 1821, estuvo en el extenso departamento de Sololá/Huehuetenango, y en 1838 fue parte del efímero Estado de Los Altos hasta que este fue reincorporado al Estado de Guatemala por el general conservador Rafael Carrera en 1840.  Luego del triunfo de la Reforma Liberal de 1871, cuando dicho departamento fue reducido considerablemente por la creación del departamento de Quiché el 12 de agosto de 1872, fue asignado al departamento de Sololá.
En el siglo xxi, el huracán Stan azotó Guatemala como huracán de categoría I y provocó considerables daños en el municipio.
Una de sus características principales es que en el municipio se venera a Maximón, que es una deidad originada del sincretismo entre Rijlaj Mam —o Rilaj Maam, el nahual de los tz'utujiles dada su condición de pueblo colonizado— y Simón Pedro, el apóstol de Cristo, que quisieron enseñar los frailes franciscanos a la población durante la época colonial.

## Toponimia

### Nombre castellano
Muchos de los nombres de los municipios y poblados de Guatemala constan de dos partes: el nombre del santo católico que se venera el día en que fueron fundados y una descripción con raíz náhuatl; esto se debe a que las tropas que invadieron la región en la década de 1520 al mando de Pedro de Alvarado estaban compuestas por soldados españoles y por indígenas tlaxcaltecas y cholultecas.
Así pues, la palabra «Atitlán», deriva etimológicamente de la lengua náhuatl y es un topónimo aglutinado que se estructura en la siguiente forma:
- «Atl»: «agua»
- «Titlan»: «entre»

La palabra «Atl» (español: «agua»), pierde su terminación «tl» para unirse con la palabra «titlan» (español: «entre»); por lo tanto, el topónimo «Atitlán» se traduce como: «Entre las aguas».
Otras versiones sobre el origen del nombre serían:
1. «Lugar entre mucha agua», de «atl» (español: «agua») y «titlán» (español: «lugar»)
2. A-ti-tlán; de «atl» (español: «agua»); «ti» (español: «ligadura») y «tlan» (terminación de pluralidad), lo que traduce como «entre las aguas»[12]

### Nombre pipil
Existe otra versión del origen del nombre, con una raíz del idioma pipil que sería «atl» (español: «agua») y «tlan» (español: «cerro»); o sea «cerro rodeado de agua».

## División política
Casco urbano cuenta con nueve cantones, dos aldeas, dieciséis caseríos y nueve fincas.
| Categoría        | Listado                                                        |
| ---------------- | -------------------------------------------------------------- |
| Cantones urbanos | Pachichaj, Panul, Tzanjuyú, Xechivoy, Panaj y Chu'ul o chu'u'l |
| Cantones rurales | Comunidad Chukumuk, Panabaj y Tzanchaj                         |
| Aldeas           | San Antonio Chacayá y Cerro de Oro                             |

## Geografía física
En su territorio existen catorce parajes y tres volcanes: San Pedro, Atitlan y Toliman; las montañas Agua Escondida, Chojomche, Chochichuc, Choperal, Pachojob, Xechumil y Sevolca; cuatro cerros, cuatro islotes y cuatro puntas. Como accidentes hidrográficos están el lago de Atitlan, la bahía de Santiago, cuatro quebradas y cuatro ensenadas.

### Ubicación geográfica
Santiago Atitlán se encuentra en el departamento de Sololá y sus colindancias son:
- Norte: Lago de Atitlán
- Sur: Santa Bárbara, municipio del departamento de Suchitepéquez[13]
- Este: San Lucas Tolimán, municipio del departamento de Sololá
- Oeste: 
  - San Pedro La Laguna, municipio de Sololá
  - Chicacao, municipio del departamento de Suchitepéquez[13]

|                                     | Norte: Lago de Atitlán |                         |
| Oeste: San Pedro La Laguna Chicacao |                        | Este: San Lucas Tolimán |
|                                     | Sur: Santa Bárbara     |                         |

## Gobierno municipal
Los municipios se encuentran regulados en diversas leyes de la República, que establecen su forma de organización, lo relativo a la conformación de sus órganos administrativos y los tributos destinados para los mismos.  Aunque se trata de entidades autónomas, se encuentran sujetos a la legislación nacional y las principales leyes que los rigen desde 1985 son:
| N.º | Ley                                                | Descripción |
| --- | -------------------------------------------------- | --- |
| 1   | Constitución Política de la República de Guatemala | Tiene una regulación legal específica para los municipios en los artículos 253 al 262. |
| 2   | Ley Electoral y de Partidos Políticos              | Ley de carácter constitucional aplicable a los municipios en el tema de la conformación de sus autoridades electas. |
| 3   | Código Municipal                                   | Decreto 12-2002 del Congreso de la República de Guatemala. Tiene la categoría de ley ordinaria y contiene preceptos generales aplicables a todos los municipios, e inclusive contiene legislación referente a la creación de los municipios.             |
| 4   | Ley de Servicio Municipal                          | Decreto 1-87 del Congreso de la República de Guatemala. Regula las relaciones entra la municipalidad y los servidores públicos en materia laboral. Tiene su base constitucional en el artículo 262 de la constitución que ordena la emisión de la misma. |
| 5   | Ley General de Descentralización                   | Decreto 14-2002 del Congreso de la República de Guatemala. Regula el deber constitucional del Estado, y por ende del municipio, de promover y aplicar la descentralización y desconcentración económica y administrativa.                                |

El gobierno de los municipios está a cargo de un Concejo Municipal mientras que el código municipal —ley ordinaria que contiene disposiciones que se aplican a todos los municipios— establece que «el concejo municipal es el órgano colegiado superior de deliberación y de decisión de los asuntos municipales […] y tiene su sede en la circunscripción de la cabecera municipal»; el artículo 33 del mencionado código establece que «[le] corresponde con exclusividad al concejo municipal el ejercicio del gobierno del municipio».
El concejo municipal se integra con el alcalde, los síndicos y concejales, electos directamente por sufragio universal y secreto para un período de cuatro años, pudiendo ser reelectos.
Existen también las Alcaldías Auxiliares, los Comités Comunitarios de Desarrollo (COCODE), el Comité Municipal del Desarrollo (COMUDE), las asociaciones culturales y las comisiones de trabajo. Los alcaldes auxiliares son elegidos por las comunidades de acuerdo a sus principios y tradiciones, y se reúnen con el alcalde municipal el primer domingo de cada mes, mientras que los Comités Comunitarios de Desarrollo y el Comité Municipal de Desarrollo organizan y facilitan la participación de las comunidades priorizando necesidades y problemas.

## Historia

### Época colonial

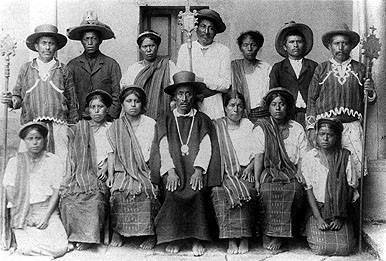
Cofradía de Santiago Atitlán alrededor de 1900.

Hacia 1585 era parte de la encomienda de «Atitlan de la Real Corona» y era encomienda de Sancho de Barahona quien fue un antepasado directo del prócer Manuel José Arce.
A finales del siglo xvi, Santiago Atitlán era conocido con el nombre de Atitlán y se constituyó en la cabecera del corregimiento del mismo nombre, cuya jurisdicción comprendía la parte sur del actual departamento de Sololá y el norte de Suchitepéquez, hasta que en las primeras décadas del siglo xviii (alrededor de 1730) los corregimientos de Atitlán y de Tecpanatitlán o Sololá fueron integrados en una sola unidad administrativa que fue la alcaldía Mayor de Sololá. El nombre actual del municipio es Santiago Atitlán, el que sustituyó a «Chiá» o lugar cerca del agua; se originó a raíz del asentamiento de la primera iglesia en donde se veneró al Apóstol Santiago, que estuvo a cargo de los religiosos franciscanos de la Provincia del Santísio Nombre de Jesús que evangelizaron la zona; esta provincia llegó a tener veinticuatro conventos.

### Tras la Independencia de Centroamérica
El Estado de Guatemala fue definido de la siguiente forma por la Asamblea Constituyente de dicho estado que emitió la constitución del mismo el 11 de octubre de 1825: «el estado conservará la denominación de Estado de Guatemala y lo forman los pueblos de Guatemala, reunidos en un solo cuerpo.  El estado de Guatemala es soberano, independiente y libre en su gobierno y administración interior.»
Atitlán fue uno de los municipios originales del Estado de Guatemala en 1825; era parte del departamento de Sololá/Suchitepéquez, cuya cabecera era Sololá e incluía a Joyabaj, Quiché, Atitlán, Suchitepéquez, y Cuyotenango.
Tras la Independencia de Centroamérica según el Decreto del 11 de octubre de 1825 del Estado de Guatemala, el poblado fue designado como sede del Circuito del mismo nombre, en el Distrito N.º 11 (Suchitepéquez) para la impartición de justicia; junto a Atitlán estaban en ese distrito Tolimán, San Marcos, San Pedro La Laguna, Santa Clara, la Visitación, San Pablo, San Miguelito, San Juan de los Leprosos y Santa Bárbara de La Costilla y La Grande.

### El efímero Estado de Los Altos

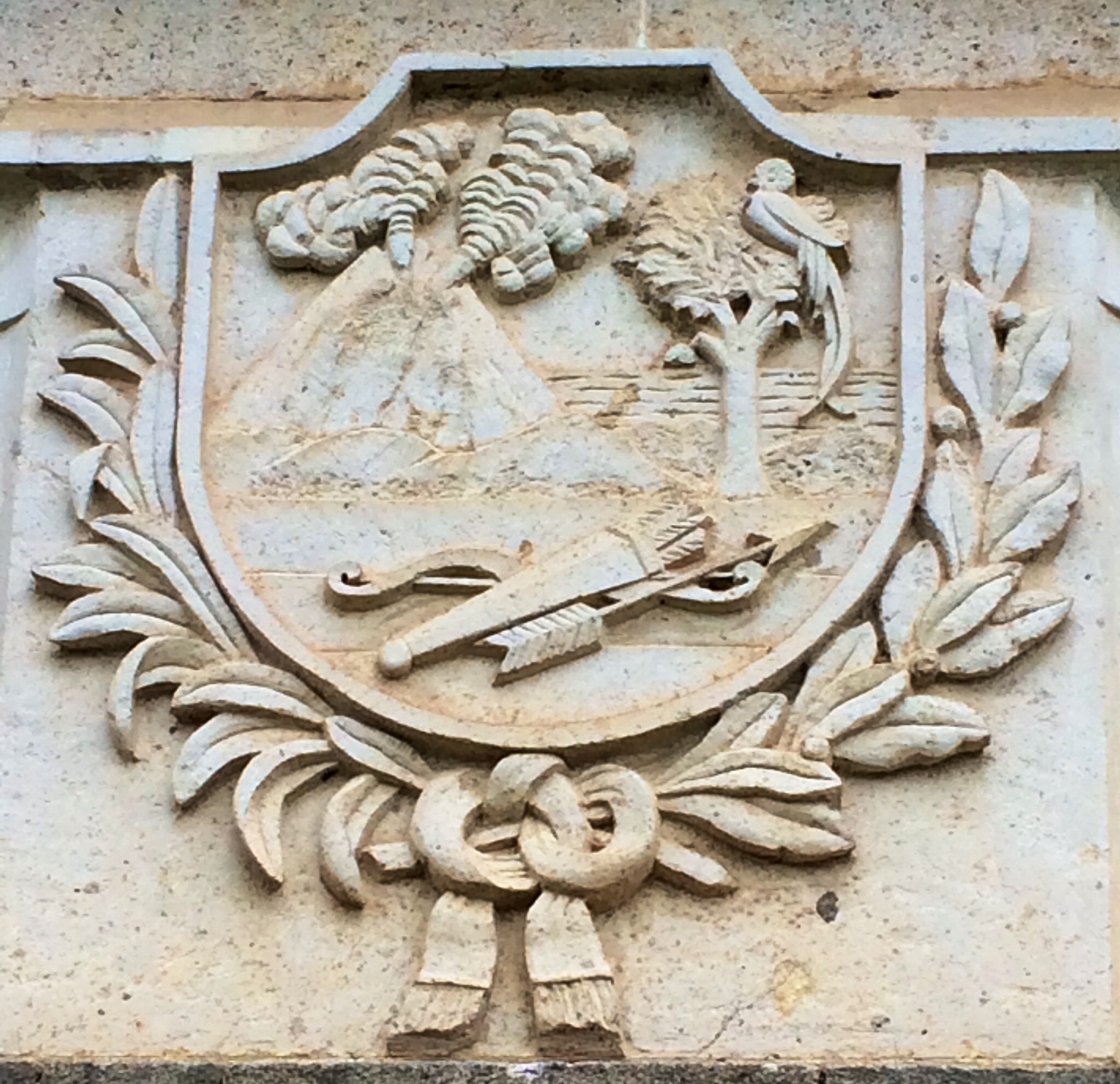
Escudo del Estado de los Altos

A partir del 3 de abril de 1838, Atitlán fue parte de la región que formó el efímero Estado de Los Altos, el cual fue autorizado por el Congreso de la República Federal de Centro América el 25 de diciembre de ese año forzando a que el Estado de Guatemala se reorganizara en siete departamentos y dos distritos independientes el 12 de septiembre de 1839:
- Departamentos: Chimaltenango, Chiquimula, Escuintla, Guatemala, Mita, Sacatepéquez, y Verapaz
- Distritos: Izabal y Petén[7]

La región occidental de la actual Guatemala había mostrado intenciones de obtener mayor autonomía con respecto a las autoridades de la ciudad de Guatemala desde la época colonial, pues los criollos de la localidad consideraban que los criollos capitalinos que tenían el monopolio comercial con España no les daban un trato justo.  Pero este intento de secesión fue aplastado por el general Rafael Carrera, quien reintegró al Estado de Los Altos al Estado de Guatemala en 1840.

### Tras la Reforma Liberal de 1871
Luego de la Reforma Liberal de 1871, el presidente de facto provisiorio Miguel García Granados dispuso crear el departamento de Quiché para mejorar la administración territorial de la República dada la enorme extensión del territorio de Totonicapán y de Sololá. De esta cuenta, el 12 de agosto de 1872 el departamento de Sololá perdió sus distritos de la Sierra y de Quiché y se vio reducido únicamente a los poblados de Atitlán, villa de Sololá, San José Chacallá, Panajachel, Concepción, San Jorge, San Andrés Semetabaj, Santa Lucía Utatlán, Santa Cruz, Santa Bárbara, San Juan de los Leprosos, Visitación, San Pedro, San Juan, San Pablo, San Marcos, Santa Clara, San Lucas Tolimán, San Antonio Palopó, Santa Catarina Palopó y Patulul.

## Patrimonio arqueológico
En el municipio se encuentran los siguientes sitios arqueológicos: Cerro de Oro, Chukmuk, Pacaman, Patzilin y  Tzanchali.[cita requerida]

## Religión

### Maximón
En la mitología maya, Rijlaj Mam es un nahual de los tz'utujiles de Santiago Atitlán, y es venerado como «guardián protector» del pueblo tz'utujil dada su condición de pueblo colonizado. La tradición popular refiere que este personaje es un árbol de «palo de pito» o «tz'atel», árbol común en las regiones de Mesoamérica, quien en los tiempos mitológicos fue propuesto como guardián protector del pueblo por los nawales. De esta manera los escultores nawales antiguos, tallaron su tronco y fabricaron el cuerpo y la máscara del Rilaj Mam.
Es una deidad muy venerada y visitada por numerosas personas de toda la República.

## Salud
Los servicios estatales están a cargo del Centro de Salud, Tipo “B”, con sede en la Cabecera Municipal, Cantón Tzanjuyú, fundado en la década de los sesenta que sufrió modificaciones en su estructura entre los años ochenta y noventa. 
El centro está integrado por un médico, un enfermero graduado, cinco auxiliares de enfermería, un técnico en salud, un auxiliar en saneamiento ambiental, un conserje, un secretario, personal de lavandería y el personal del programa de enfermedades transmitidas por vectores. Asimismo, el centro de salud ha incorporado a su personal estudiantes de práctica supervisada (EPS), entre ellos una odontóloga y un médico. 
Según información del centro de salud de Santiago Atitlán, las causas de morbilidad son: resfriado común, amigdalitis, anemia, parasitismo intestinal, gastritis, neumonía, amebiasis e impétigo.